# Flavio Roma
Flavio Roma (Roma, Provincia de Roma, Italia, 21 de junio de 1974) es un exfutbolista italiano. Jugó de guardameta y su último equipo fue el A. S. Monaco de la Ligue 1 de Francia.
En 2014 Anunció su retiro definitivo del fútbol siendo un veterano de buen nivel.

## Selección nacional
Ha sido internacional con la selección de fútbol de Italia en 3 ocasiones. Debutó el 30 de marzo de 2005, en un encuentro amistoso ante la selección de Islandia que finalizó con marcador de 0-0.

## Clubes
| Club               | País    | Año         |
| ------------------ | ------- | ----------- |
| Mantova F. C.      | Italia  | 1993 - 1994 |
| S. S. Lazio        | Italia  | 1994 - 1995 |
| Unione Venezia     | Italia  | 1995 - 1996 |
| U. S. Fiorenzuola  | Italia  | 1996 - 1997 |
| U. S. Foggia       | Italia  | 1997 - 1998 |
| A. C. ChievoVerona | Italia  | 1998 - 1999 |
| Piacenza Calcio    | Italia  | 1999 - 2001 |
| A. S. Mónaco       | Francia | 2001 - 2009 |
| A. C. Milan        | Italia  | 2009 - 2012 |
| A. S. Mónaco       | Francia | 2012 - 2014 |

## Palmarés

### Campeonatos nacionales
| Título              | Club         | País    | Año  |
| ------------------- | ------------ | ------- | ---- |
| Copa de la Liga     | A. S. Mónaco | Francia | 2003 |
| Serie A             | A. C. Milan  | Italia  | 2011 |
| Supercopa de Italia | A. C. Milan  | Italia  | 2011 |
| Ligue 2             | A. S. Mónaco | Francia | 2013 |

Otros logros:
- Subcampeón de la Liga de Campeones de la UEFA 2003-04 con Mónaco.